# Spreetunnel Friedrichshagen
Der Spreetunnel Friedrichshagen ist ein 1927 in Betrieb genommener die Spree unterquerender Fußgängertunnel am Müggelsee in Berlin. Er verbindet die Kämmereiheide bei Köpenick mit dem Müggelpark im Ortsteil Friedrichshagen und ersetzte eine frühere an dieser Stelle betriebene Fähre.
Der Spreetunnel ist Teil des Rad- und Wanderweges um den Müggelsee und wird vom Fernwanderweg E11 genutzt. Am Ufer der Spree entlang verläuft als Grüner Hauptweg 1 der Spreeweg/Berliner Urstromtal.
Nahe dem südlichen Ausgang befinden sich zwei beliebte Badestellen, im Volksmund „Läufer“ (wegen der geringen Wassertiefe) und „Teppich“ (wegen des dortigen grünen Rasens) genannt.

## Geschichte

Westseite 1928

Ostseite 1936

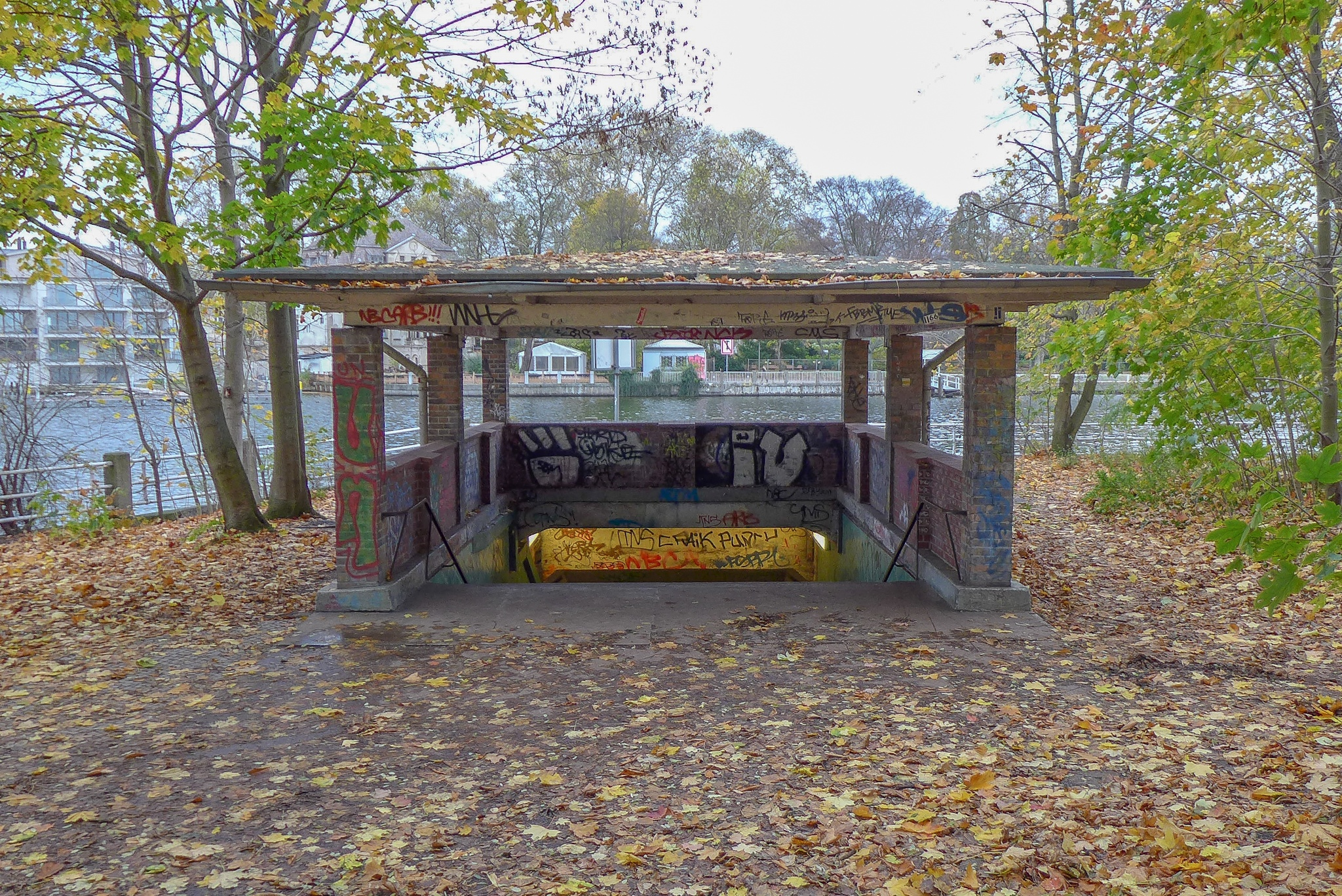
Südeingang (Köpenick 2013)

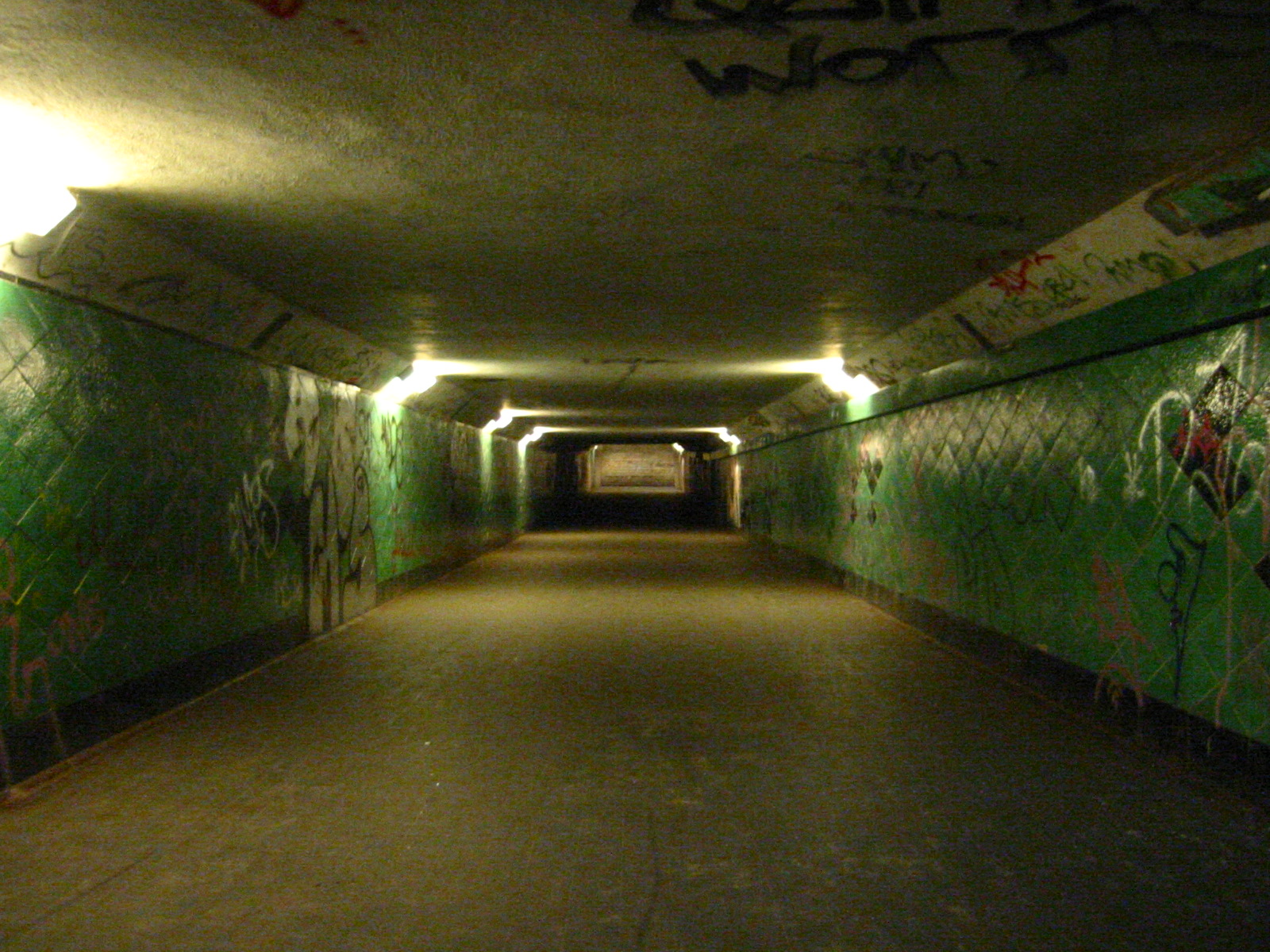
Unten im Tunnel

Das Dorf Friedrichshagen war um 1900 ein Ort im Grünen „jwd“, zu dem an Wochenenden viele Berliner strömten. Seit 1895 pendelte eine von einer Dampfmaschine angetriebene Prahmfähre (dampfgetriebene Kettenfähre) von der Pfeiffergasse mit dem 1896 erbauten Ausflugsrestaurant „Strandschloss“ über die Spree zu dem um 1880 erbauten Spindlerturm und dem 1873 erbauten Restaurant „Müggelschlösschen“. Es gab Tagesspitzen mit 40.000 Ausflüglern auf der maximal 265 Personen fassenden Fähre, es kam zu langen Wartezeiten. Forderungen nach einer Brücke oder einem Tunnel wurden laut. Eine 1918/1919 geplante Fußgängerbrücke mit 14 m Durchfahrtshöhe über der Müggelspree lehnte die Schifffahrtsbehörde ab.
Die Entscheidung kam mit der geänderten Planungshoheit für Köpenick und Friedrichshagen durch die Bildung von Groß-Berlin. Am 18. Juni 1925 stimmte die Stadtverordneten-Versammlung der Tunnelvariante zu. Der Entwurf stammte aus dem Brückenbauamt Berlin. Erbaut wurde der Tunnel 1926/1927 im Stil der Neuen Sachlichkeit. Bauleiter des Tunnels war der Magistratsoberbaurat Karl Sievers. Gemeinsam mit dem Magistratsbaurat Heinrich La Baume entstand das Projekt zum Bau dieses Tunnels. Es wurde der erste Tunnel aus Eisenbeton in Deutschland, der in Senkkasten-Bauweise unter Druckluftanwendung errichtet wurde. Die Grün & Bilfinger AG (Mannheim) baute ihn in 16-monatiger Bauzeit für rund eine Million Reichsmark. Am 25. Mai 1927 fand die Übergabe des fertigen Spreetunnels unter starker Anteilnahme der Bevölkerung an das Bezirksamt Köpenick statt. Zur Aufrechterhaltung des Schiffsverkehrs erfolgte die Herstellung der Tunnelröhre in zwei Teilen als Senkkästen aus Stahlbeton auf bis über den Wasserspiegel reichenden Inselschüttungen. Die Kästen wurden in jeweils 34 Tagen mittels Luftdrucktechnik bis zur geplanten Gründungssohle abgesenkt.
Seine offizielle Bezeichnung wird im Berliner Adressbuch von 1943 mit Fußgängertunnel in Friedrichshagen angegeben.
Fanatische Nazis versuchten im April 1945, den Spreetunnel zu sprengen („Aktion Panzerbär“). Einem Kommunisten namens Zoelisch gelang es, die im Spreetunnel verlegten Zündschnüre für die Sprengladungen zu durchschneiden. Gegen Ende des Zweiten Weltkriegs wurde der südliche Tunnelausgang durch eine Bombe beschädigt. Die zwei Gasthäuser fielen den Bomben zum Opfer; heute sind nur noch einige Trümmer am Waldboden und die Biergartenkastanien zu sehen. Nach Kriegsende wurde der weiterhin begehbare Tunnel an der Südseite mit einer vereinfachten Überdachung für den Treppenbereich instand gesetzt.

## Daten
Der Spreetunnel steht auf der Berliner Liste der Baudenkmale. Der Spreetunnel und der nördliche Treppenbereich liegen in Friedrichshagen, da die Grenze des Ortsteils am Südufer der Müggelspree verläuft; der südliche Treppenbereich liegt im Ortsteil Köpenick.
Die Überschüttung des Tunnels beträgt zirka 1,5 Meter. Die ausgebaggerte Müggelspree weist eine Tiefe von etwa 2,5 Meter auf. Das Ufergelände liegt bis zu 1,5 Meter über dem Wasserspiegel. Der Höhenunterschied zwischen Tunnelsohle und Wasserspiegel misst 8,4 Meter. Die Oberkante der Tunnelkonstruktion liegt rund 4 Meter unter dem Wasserspiegel und kann damit problemlos von Schiffen überfahren werden. Die Konstruktion der Zugangsgebäude besteht aus einem vollwandigen Eisenbetontrog, der auf einem 13 m langen Senkkasten und landseitigen Pfählen steht.
| Gesamtlänge             | 120,00 m |
| Tunnelschlauch          | 080,10 m |
| Treppenbauten, nördlich | 019,80 m |
| Treppenbauten, südlich  | 020,10 m |
| lichte Weite            | 005,06 m |
| lichte Höhe             | 002,55 m |
| Wandstärke              | 000,45 m |

Sanierungsarbeiten fanden zwischen Oktober 2015 und September 2016 statt. Es wurden die Treppenanlagen und Fahrradrampen samt Bodenfliesen, Fliesenspiegel und Fassaden und Decken saniert, das Mittelgeländer neuerrichet. Tunnelentwässerung (Pumpe und Abwasserdruckleitung), Elektroanlage und Beleuchtung wurden erneuert. Die Gesamtkosten in Höhe von 650.000 € brutto wurden vom Land Berlin getragen. Im Spreetunnel ist ein Aufzug „aus bautechnischen Gründen […] nicht realisierbar“.